# Chicago Union Station
Chicago Union Station es una terminal ferroviaria interurbana y de cercanías ubicada en el vecindario Near West Side de Chicago (Estados Unidos). La estación es la estación insignia de Amtrak en el Medio Oeste. Si bien sirve trenes de pasajeros de larga distancia, también es la terminal del centro de seis líneas de pasajeros de Metra. La estación está justo al oeste del río Chicago entre West Adams Street y West Jackson Boulevard, adyacente al Chicago Loop. Incluyendo vías de acceso y almacenamiento, cubre alrededor de nueve cuadras y media de la ciudad (en su mayoría subterráneas, enterradas debajo de calles y rascacielos).
La estación actual se inauguró en 1925, reemplazando una estación anterior en este sitio construida en 1881. La estación es la cuarta terminal ferroviaria más concurrida de los Estados Unidos, después de la estación Pennsylvania, Grand Central Terminal y la estación Jamaica en Nueva York. Es la cuarta estación más concurrida del sistema Amtrak, y la más concurrida fuera de su Corredor Noreste. Maneja alrededor de 140 000 pasajeros en un día laborable promedio (incluidos 10 000 pasajeros de Amtrak) y es una de las estructuras más icónicas de Chicago, lo que refleja la sólida herencia arquitectónica y los logros históricos de la ciudad. Tiene fachadas estilo Beaux-Arts de piedra caliza de Bedford, enormes columnas corintias, pisos de mármol y un gran salón, todo resaltado por lámparas de bronce.
La estación ofrece conexiones directas a múltiples sistemas de tránsito, incluido el autobús de la Autoridad de Tránsito de Chicago y las líneas L de Chicago, Metra, Pace, Greyhound y más dentro de la estación o a poca distancia a pie. El edificio está en el vecindario West Loop Gate del Near West Side de Chicago, justo al oeste del Loop. El vestíbulo subterráneo y los cobertizos del tren colindan con el río Chicago; los pasillos se extienden hacia el oeste por debajo de la calle Canal hasta el edificio de la estación principal, una cuadra más allá.

## Interior

### Edificio

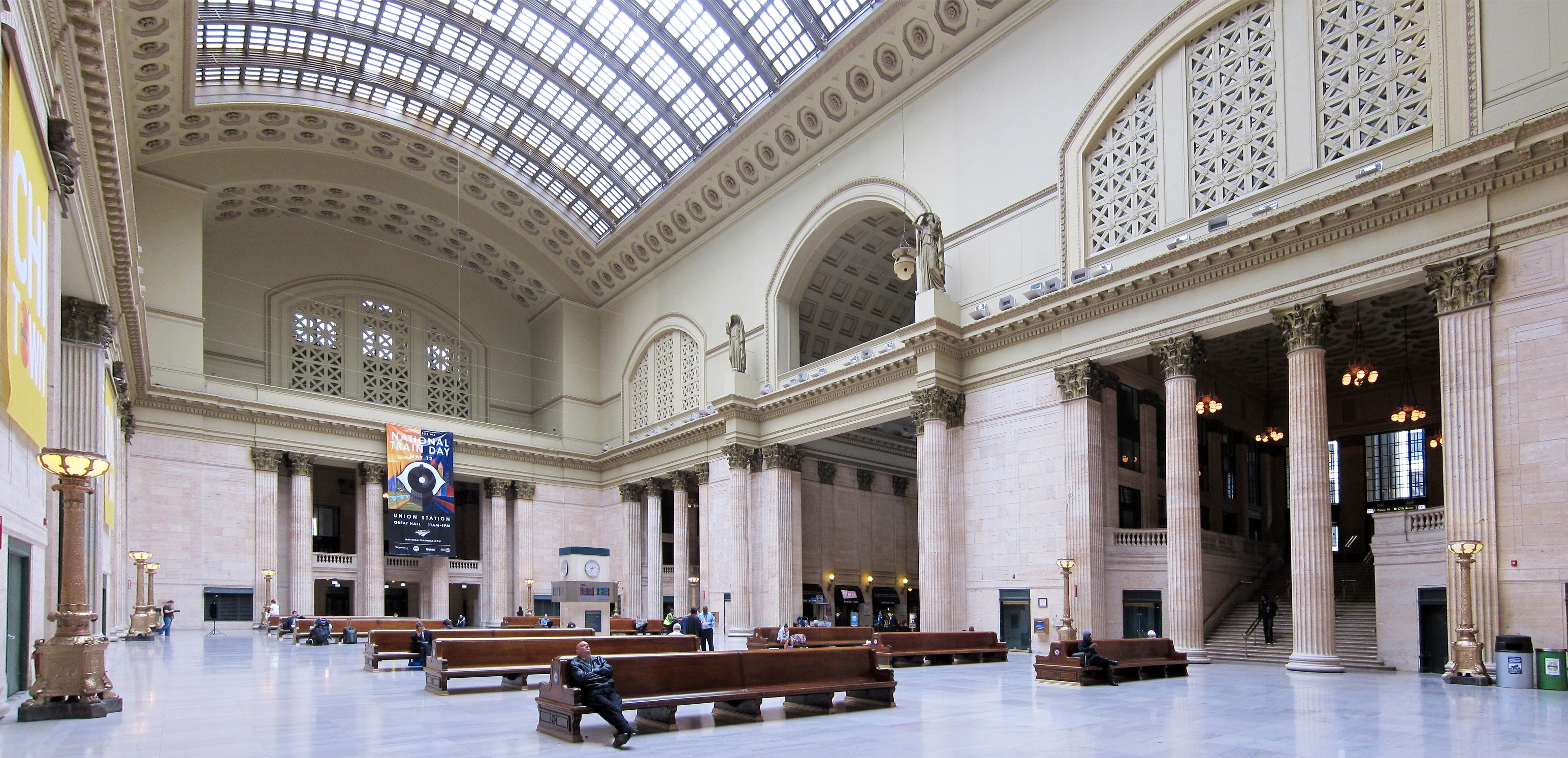
El gran salón

Ubicado al oeste de la calle Canal, el edificio de la estación de Union Station ocupa una cuadra entera de la ciudad. En su centro se encuentra el Gran Salón, la sala de espera principal. Dispuestos alrededor del Gran Salón hay numerosos espacios más pequeños que contienen restaurantes y servicios, y un amplio pasillo que conduce a la explanada. Sobre el piso principal hay varios pisos de oficinas, actualmente utilizados por Amtrak. Los planes originales requerían muchos más pisos de oficinas, formando un rascacielos sobre el Gran Salón. Esto nunca se completó, aunque el plan se ha revivido en los últimos años.
La Sala Burlington es un espacio para eventos en el noroeste del Gran Salón. La sala cuenta con grandes columnas, candelabros, cuatro murales de bloques franceses de paisajes y un espejo original. El espacio, inicialmente un salón de mujeres, fue restaurado en noviembre de 2016, luego de años de daños y abandono. Para usos de eventos, el espacio cuenta con luces que cambian de color y un sistema audiovisual.
La casa principal incluye un espacio anteriormente utilizado como restaurante Fred Harvey. Después de un gran incendio en 1980, el espacio resultó dañado, las ventanas en la calle Clinton fueron destruidas y el espacio quedó vacío desde entonces. En 2018, Amtrak anunció planes para remodelar el espacio en un salón de comidas de varios niveles, utilizando fondos de la venta de su estacionamiento. Se instalaría una nueva entrada y marquesina en la calle Clinton, y nuevas ventanas reemplazarían las ventanas tapiadas. Está previsto que el salón de comidas abra en el verano de 2020.
La sede también incluye un Metropolitan Lounge, uno de los siete que Amtrak ofrece en sus estaciones. El salón funciona como un salón de aeropuerto, accesible para pasajeros de clase ejecutiva y de primera clase, así como para otros pasajeros con boletos de alto precio. El salón reabrió en junio de 2016, trasladándose de la explanada a la casa principal. Tiene dos pisos y 1254 m², duplica el espacio del salón anterior. Cuenta con diferentes áreas de descanso destinadas a personas de negocios, familias y niños, y personas que usan teléfonos o tabletas. El espacio cuenta con baños con duchas, y ascensor.

### Plataformas y vías
Union Station está diseñada con una configuración de doble ramal, con 10 vías que ingresan a la estación desde el norte y 14 desde el sur. A diferencia de la mayoría de las estaciones principales de Amtrak, todos los trenes que hacen escala en Union Station se originan o terminan allí; todos los pasajeros que viajan a través de Chicago deben cambiar de tren para llegar a su destino final. Hay dos vías pasantes para permitir el movimiento de equipos fuera de servicio entre el lado norte y sur, incluida una con una plataforma para permitir el embarque de trenes extra largos. Entre los lados norte y sur de la estación hay una explanada de pasajeros. Los pasajeros pueden caminar por la explanada para ir de cualquier plataforma a cualquier otra sin escaleras ni ascensores. Los andenes impares (1-19) están en la mitad norte de la estación y los andenes pares (2-30) en la mitad sur. Las vías del norte son utilizadas por Amtrak para Hiawatha Service y Empire Builder, y por Metra para las rutas de Milwaukee District West, Milwaukee District North y North Central Service. Las vías del sur se utilizan para todos los demás servicios de Amtrak, así como Metra para BNSF, Heritage Corridor y SouthWest Services. Dos estructuras de gestión de estaciones (conocidas como invernaderos), una a cada lado de la terminal, supervisan las asignaciones de trenes a vías y el flujo de tráfico que entra y sale de la estación. La supervisión y el control reales de los cambios y la señalización se logran mediante dos puestos de "director de tren", uno para cada lado de la estación, ubicados en el centro de control de Amtrak en la sede principal de la estación.
Numerosas entradas brindan acceso al nivel de la plataforma subterránea de Union Station. La entrada principal está en la calle Canal, frente a la casa principal, pero los pasajeros también pueden llegar a las plataformas directamente desde la casa principal a través de un pasaje subterráneo. Dos entradas secundarias están ubicadas en Riverside Plaza cerca de los puentes de Jackson Boulevard y la calle Adams. En la calle Madison, al otro lado de la calle, y una cuadra al este del Centro de Transporte de Ogilvie, hay un conjunto de entradas a las plataformas del norte.

## Arquitectura

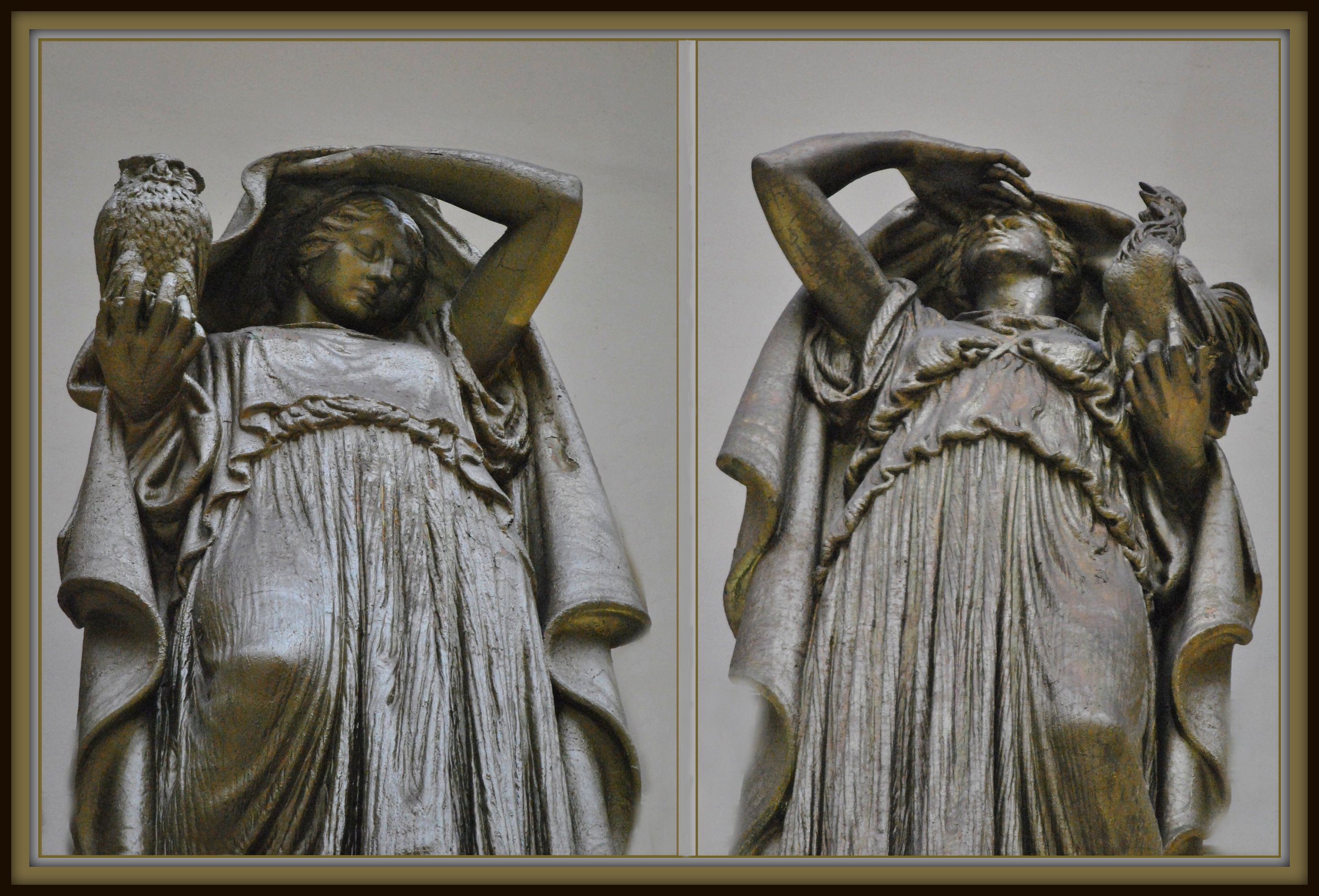
Noche y día de Henry Hering

Union Station fue diseñada por DH Burnham & Company (conocido por su arquitecto principal Daniel Burnham, quien murió antes de que comenzara la construcción). La firma sucesora de Graham, Anderson, Probst & White completó el trabajo. La terminal fue una de las primeras en anticipar el tráfico de automóviles; fue diseñado por primera vez en 1909, un año después de que el Modelo T entrara en producción. Fue diseñado con taquillas, vestíbulos, andenes, salas de espera y equipaje y tiendas, todo en un solo nivel, destinado a ser fácil de navegar. En la apertura, la terminal también albergaba un hospital, una capilla y una celda de prisión.
El edificio principal, una estructura neoclásica cuadrada, ocupa una manzana. Su estilo arquitectónico contrasta con los modernos edificios acristalados que lo rodean. La estación tiene amplios pórticos y grandes columnatas en su exterior. Las entradas al nivel de la calle utilizan piedra caliza de Indiana.
La estación presentaba una gran explanada a lo largo del río, hecha con mármol, vidrio y hierro. Grandes arcos de acero sostenían el techo y varias escaleras conducían a los pasajeros a las plataformas.

### Gran salón
En el centro del edificio se encuentra el Gran Salón, un edificio con un atrio de 33,5 m de alto rematado por un gran lucernario con bóveda de cañón. Sus 2230 m² comprenden vestíbulos, escaleras y balcones conectados. Cuenta con enormes bancos de madera, y se construyeron dos unidades de taxis subterráneas especialmente diseñadas para proteger a los viajeros del clima. Las columnas de la sala son de mármol travertino romano texturizado, con frondosos capiteles corintios dorados. Los techos y remates son artesonados, con rosetones decorativos.
Dos estatuas de Henry Hering, Night and Day, miran a los pasajeros y simbolizan el funcionamiento de los ferrocarriles las 24 horas. La estatua Night sostiene un búho, mientras que Day sostiene un gallo.

## Estructuras relacionadas

### Central eléctrica

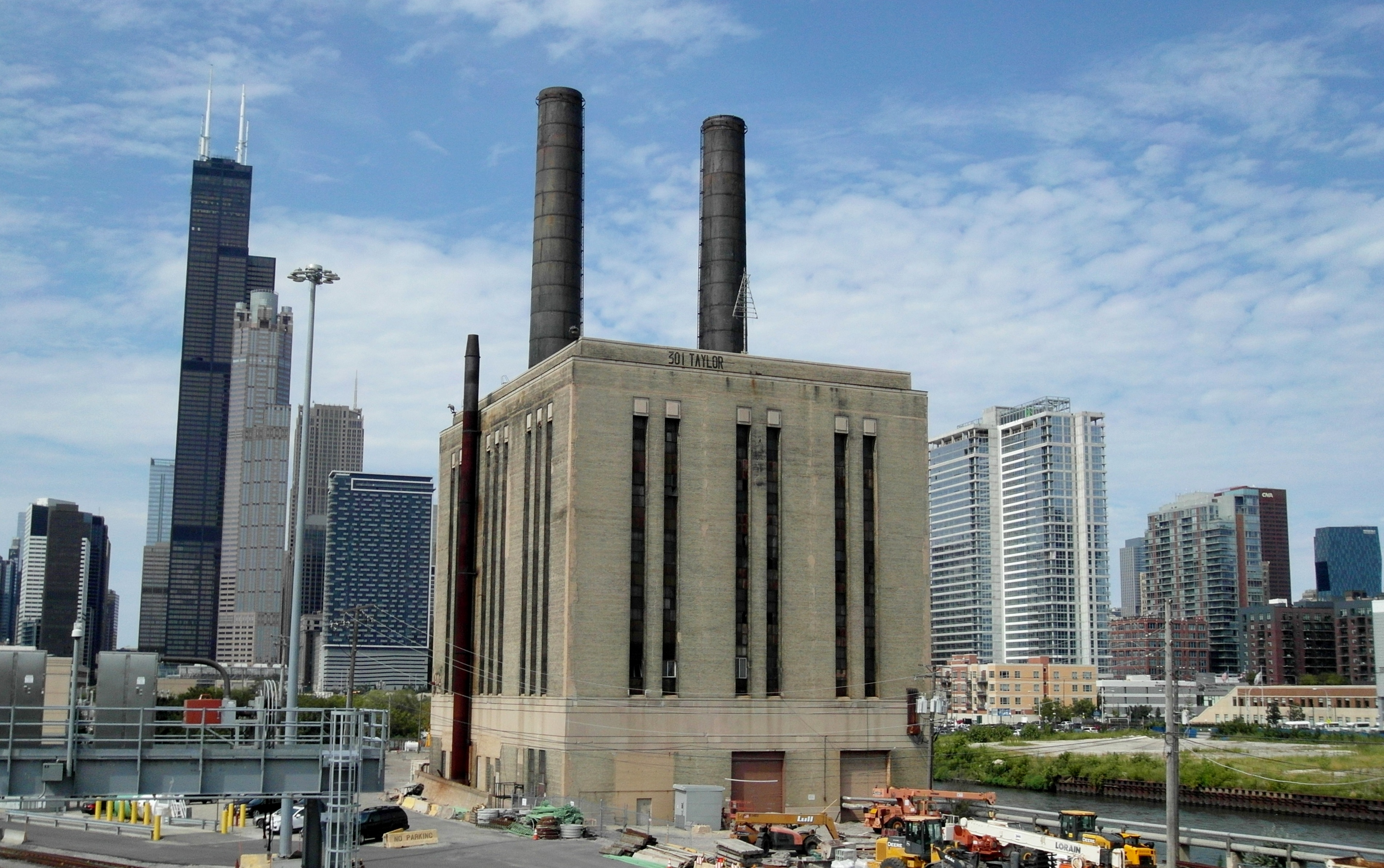
Central eléctrica de Chicago Union Station

Chicago Union Station Power House es una central eléctrica de carbón fuera de servicio que proporcionaba energía a Union Station y su infraestructura circundante. Ubicada en el río Chicago, al norte de Roosevelt Road, fue diseñada en estilo Art Moderne por Graham, Anderson, Probst & White en 1931. La planta fue clausurada en 2011. El edificio incluido en la lista de los 7 más amenazados de Preservation Chicago en 2017 y 2020, pero Amtrak tiene planes de demolerlo.

### Oficina de correos
El mismo estudio de arquitectura que diseñó Union Station también diseñó la oficina de correos principal de Old Chicago, una oficina de correos sobre las vías del sur de la estación. La oficina de correos, abierta cuatro años antes que Union Station, utilizó el sistema ferroviario, canalizando el correo hacia y desde los trenes de abajo. Una expansión en 1932 convirtió a la estructura en la oficina de correos más grande del mundo.

### Construcción sobre el cobertizo del tren de la estación.

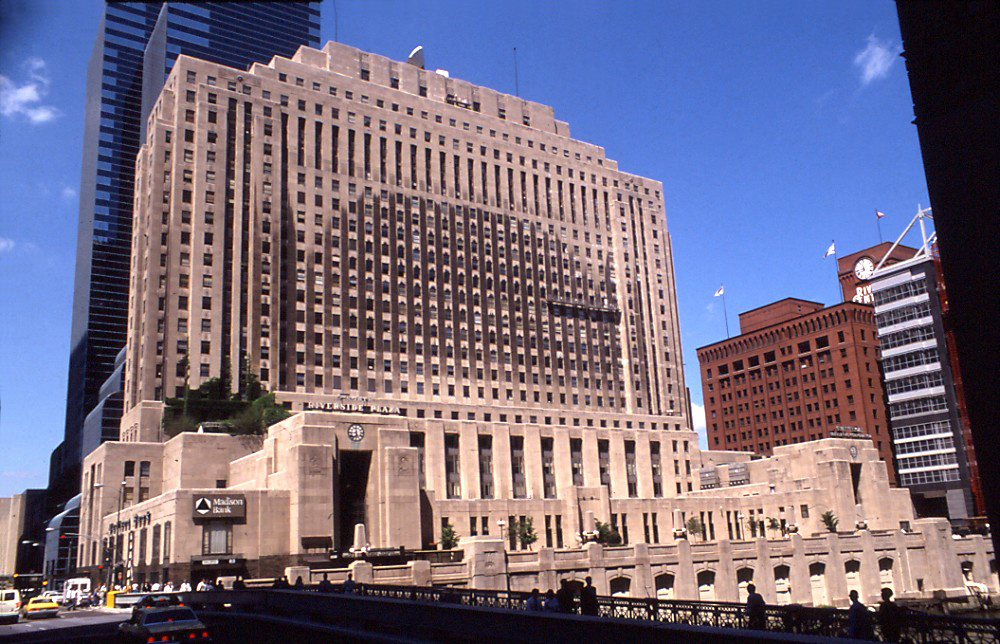
Chicago Daily News

La gran cantidad de terreno sobre las vías y andenes ha tentado a propietarios y promotores. Posiblemente inspirado por Terminal City, un desarrollo construido sobre el cobertizo de trenes de la Grand Central Terminal de Nueva York, Chicago se movió para desarrollar los derechos aéreos sobre las vías de Union Station. El primer edificio que se construyó fue el del Chicago Daily News en 1929. Diseñado en estilo art déco, fue la primera estructura en agregar un paseo público a lo largo del río, que se llamaría Riverside Plaza. Poco después, en 1932, se inauguró la nueva Oficina Principal de Correos de Chicago. También de estilo art déco, es una estructura gigantesca que ocupa dos manzanas completas de la ciudad. La Gran Depresión y la posterior Segunda Guerra Mundial detuvieron el desarrollo, pero en la década de 1960, se comenzó a trabajar en Gateway Center, un complejo moderna de cinco edificios. Solo se construyeron los primeros cuatro y la construcción duró hasta la década de 1980 a través de varios ciclos económicos.
En 1990 se inauguró el Edificio Internacional Morton. Ahora llamado así por Boeing, es el edificio más alto que se ha construido sobre las vías. Con la construcción de River Point a partir de 2013 y 150 North Riverside a partir de 2014, toda la longitud del cobertizo del tren y las vías desde Union Station hacia el norte hasta la calle Fulton y hacia el sur hasta la calle Polk está rodeada por un desarrollo elevado.
El cobertizo del tren de Chicago Union Station, cubierto por edificios construidos sobre las vías, ayudó a las locomotoras a canalizar una cantidad significativa de hollín y humo dentro y alrededor de la estación. Esto fue diferente a Grand Central Terminal, que solo ha permitido que los trenes eléctricos ingresen a su cobertizo desde su apertura.

## Historia
La Union Station actual es la segunda con ese nombre construida en Chicago, y posiblemente la tercera estación de tren en ocupar el sitio. La necesidad de una única estación centralizada fue un tema político importante en el Chicago de los siglos XIX y XX, ya que varios ferrocarriles competidores habían construido una serie de estaciones terminales. Las numerosas estaciones y estaciones de ferrocarril y vías asociadas rodeaban el distrito comercial central de la ciudad, el Loop, y amenazaban su expansión. Las diversas estaciones también dificultaron el viaje para los viajeros, muchos de los cuales tuvieron que hacer transbordos inconvenientes, a menudo lentos por el tráfico de la calle de una estación a otra a través del Loop. Union Station fue parte del Plan de Chicago para toda la ciudad del arquitecto Daniel Burnham en 1909.

### Antecesores

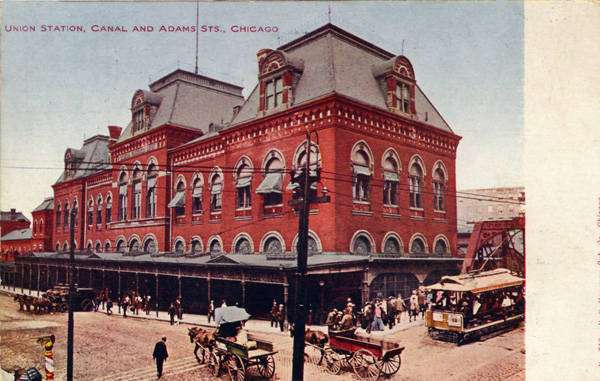
Union Depot, la primera estación sindical en Chicago

El 25 de diciembre de 1858, se inauguró el ferrocarril de Pittsburgh, Fort Wayne y Chicago hasta la calle Van Buren en Chicago. Construyó la primera estación en lo que eventualmente se convertiría en la actual Union Station en la orilla oeste del río Chicago.
El ferrocarril construyó un depósito permanente en la esquina de las calles Canal y Madison en 1861.
El 7 de abril de 1874, cinco ferrocarriles acordaron construir y compartir una estación sindical justo al norte del sitio original de la estación de ferrocarril de Pittsburgh, Fort Wayne y Chicago en la calle Van Buren. Estos ferrocarriles fueron:
- Pennsylvania Company (una subsidiaria del Ferrocarril de Pensilvania)
- Ferrocarril de Chicago, Burlington y Quincy (ruta de Burlington)
- Ferrocarril central de Michigan
- Ferrocarril de Chicago y Alton
- Ferrocarril de Chicago, Milwaukee y St. Paul (The Milwaukee Road)

Michigan Central, que anteriormente había estado usando la Gran Estación Ferrocarril Central de Illinois, pronto decidió retractarse del acuerdo y continuó usando el Depósito Central de Illinois. Ferrocarril del Noroeste y Chicago, que no formaba parte del acuerdo original, consideró cambiar a la nueva estación desde su estación de la calle Wells, pero en cambio lo pospuso. En 1911 construyó la Terminal de Pasajeros de Chicago y el Noroeste para sus operaciones.
Las cuatro empresas originales restantes utilizaron la estación cuando se inauguró en 1881. La sede central de Union Depot, un edificio estrecho, daba a la calle Canal y se extendía desde la calle Madison hasta la calle Adams. Las vías conducían a la estación desde el sur y las plataformas ocupaban una franja de tierra entre la parte trasera de la casa principal y la orilla del río Chicago. Al sur de la estación, las calles Adams, Jackson y Van Buren se elevaban sobre las vías y el río en los puentes. La estación, junto con su sucesora, eran efectivamente dos terminales de extremo corto adosadas. Prácticamente todos los trenes que llegaran terminarían allí, y los pasajeros que viajaran más lejos tendrían que cambiar de tren.

### Reemplazo

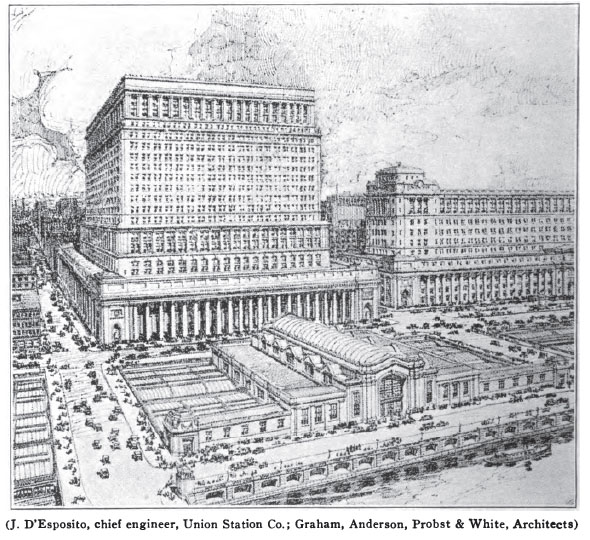
La propuesta de 1922 para Union Station incluía una torre de oficinas más alta sobre la terminal, pero solo se completaron unos pocos pisos para oficinas de ferrocarril.

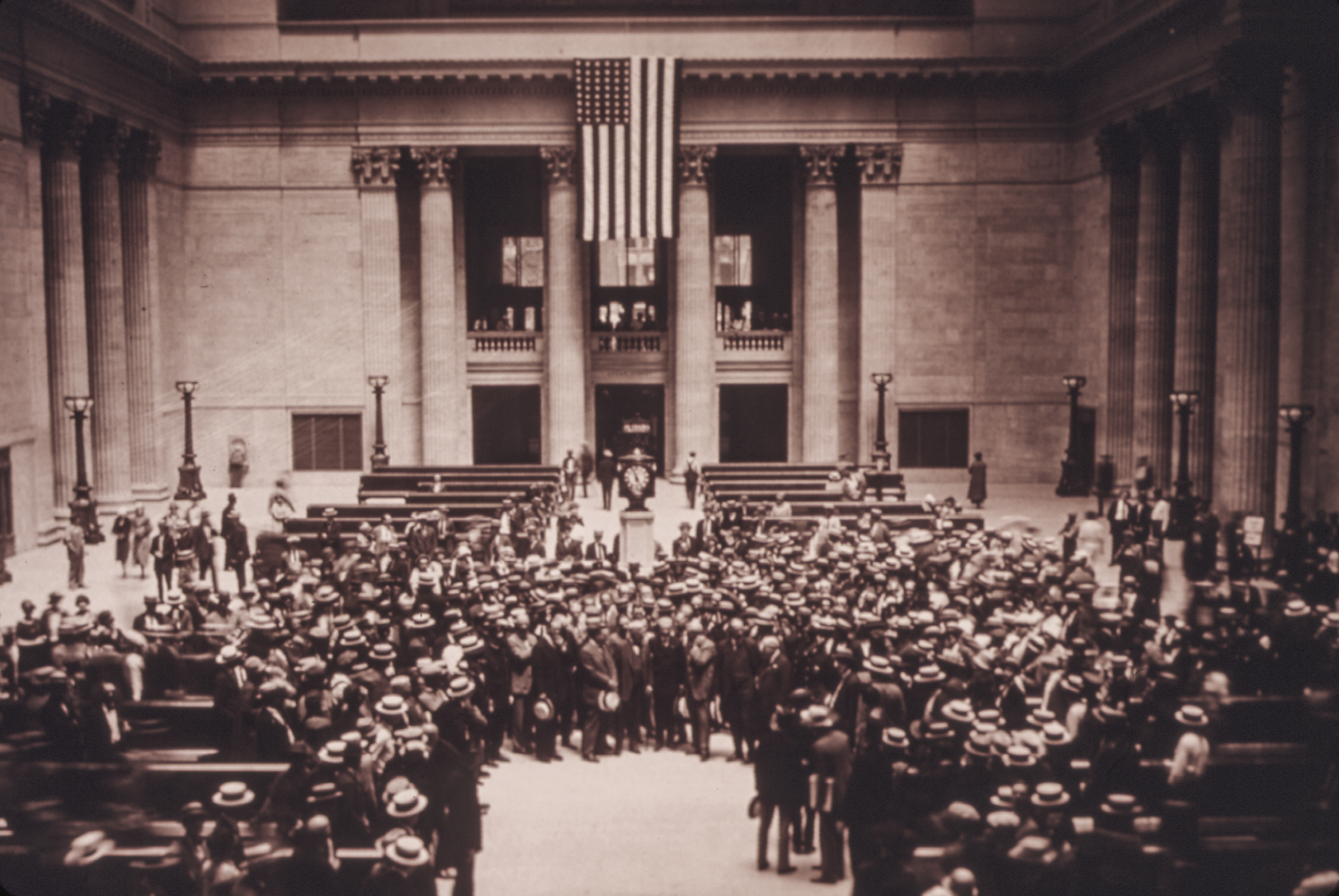
Inauguración de la nueva estación en 1925

El crecimiento en el tráfico de pasajeros, así como un impulso cívico para consolidar numerosas terminales ferroviarias, llevaron a una propuesta para una Union Station ampliada en el mismo sitio. La segunda Union Station sería construida por Chicago Union Station Company. Esta era una nueva compañía formada por todos los ferrocarriles que habían utilizado la primera estación, excepto Chicago y Alton, que se convirtió en arrendatario de la nueva estación. Pennsylvania Railroad, entonces la compañía ferroviaria más grande de los EE. UU., planeó y dirigió el proyecto.
El estudio de arquitectura fue DH Burnham & Company (conocido por su arquitecto principal Daniel Burnham, quien murió antes de que comenzara la construcción). La firma sucesora de Graham, Anderson, Probst y White completó el trabajo. El trabajo comenzó en el proyecto masivo en 1913 y requirió la compra de propiedades adyacentes y el traslado de instalaciones de carga. La construcción se estancó durante la Primera Guerra Mundial y se reanudó en 1919. La estación finalmente abrió el 16 de mayo de 1925, doce años después de que comenzara la construcción; algunos trabajos de viaducto continuaron hasta 1927. Se proyectó que el costo de construcción, financiado por las compañías ferroviarias involucradas, sería de $ 65 millones, pero terminó costando $ 75 millones. La construcción se retrasó varias veces por la Primera Guerra Mundial, la escasez de mano de obra y las huelgas. La construcción de la estación también involucró la demolición y reubicación de algunos edificios previamente existentes, como el Butler Brothers Warehouse a lo largo del río Chicago. Es una de una docena de monumentales estaciones de ferrocarril Beaux-Arts que se encontraban entre los programas arquitectónicos más complicados del Renacimiento estadounidense, que combina la arquitectura tradicional con tecnología de ingeniería, patrones de circulación y planificación urbana. Union Station fue aclamada como un logro sobresaliente en la planificación de instalaciones ferroviarias en ese momento.

### Durante la guerra, decadencia y resurgimiento
Durante la Segunda Guerra Mundial, Union Station estuvo en su punto más activo, manejando hasta 300 trenes y 100 000 pasajeros diariamente, muchos de ellos soldados. El ilustrador Norman Rockwell capturó esta era con su pintura de portada para una edición de diciembre de 1944 de The Saturday Evening Post, que representa la estación repleta de viajeros navideños. Después de la guerra, el crecimiento de la construcción de carreteras y la propiedad privada de automóviles provocó una grave disminución en el número de pasajeros en tren de pasajeros estadounidenses, incluso en Union Station.
En 1969, el propietario de la estación demolió el edificio de la explanada, dando paso a una torre moderna de oficinas. Debajo de la torre se construyó un vestíbulo nuevo y modernizado, pero con menos cualidades arquitectónicas. En mayo de 1971, se formó el ferrocarril nacional Amtrak para hacerse cargo del servicio de trenes de pasajeros de larga distancia, mientras que los trenes de cercanías siguieron siendo operados de forma privada. En 1980, el restaurante Fred Harvey de la estación sufrió un incendio devastador. Las ventanas en la calle Clinton resultaron destruidas y el espacio quedó vacante desde entonces.
En 1984, Amtrak compró las acciones de Chicago Union Station Company en poder de Burlington Northern (sucesora de Burlington Route) y Milwaukee Road, convirtiéndose en el único propietario de la estación.
En la década de 1990, Lucien Lagrange Associates realizó algunas renovaciones de retazos, incluido el Gran Salón y su tragaluz, que había estado cerrado desde la Segunda Guerra Mundial. Continuó la restauración de Union Station. Numerosos espacios dentro de la estación aún no se habían renovado y muchos estaban sin usar, especialmente dentro del edificio de la estación.

### sigloXXI
Después de los ataques del 11 de septiembre de 2001, Amtrak cerró el par de unidades de taxis en nombre de la seguridad. El tráfico de pasajeros ha aumentado y supera la capacidad de diseño de la renovación de 1991. El 1 de mayo de 2002, la estación fue designada como Chicago Landmark, protegiendo su exterior, techos y espacios interiores públicos de alteraciones. El estado protege todos los exteriores, las líneas de los techos, el pozo de luz central, los accesos vehiculares, el Gran Salón, el tragaluz y características interiores selectas: balcones, pórticos, pasillos, vestíbulos y escaleras.
En 2010, Amtrak (los actuales propietarios de Chicago Union Station Company) anunció planes para climatizar el Gran Salón por primera vez desde la década de 1960. Ese año, una investigación del Chicago Tribune reveló altos niveles de hollín de diésel en las plataformas subterráneas de Union Station. Metra estableció un "Grupo de trabajo sobre emisiones" para estudiar este problema y recomendar soluciones para mejorar la calidad del aire en las áreas subterráneas. En 2011, se reemplazó su sistema de iluminación con bombillas y sensores de movimiento de mayor eficiencia energética, lo que redujo las emisiones anuales de carbono de la estación en 4 millones de toneladas. Se agregaron cubiertas de iluminación de acero personalizadas para rematar estas torres de seguridad/iluminación, ayudándolas a combinarse con el estilo neoclásico general de la estación.

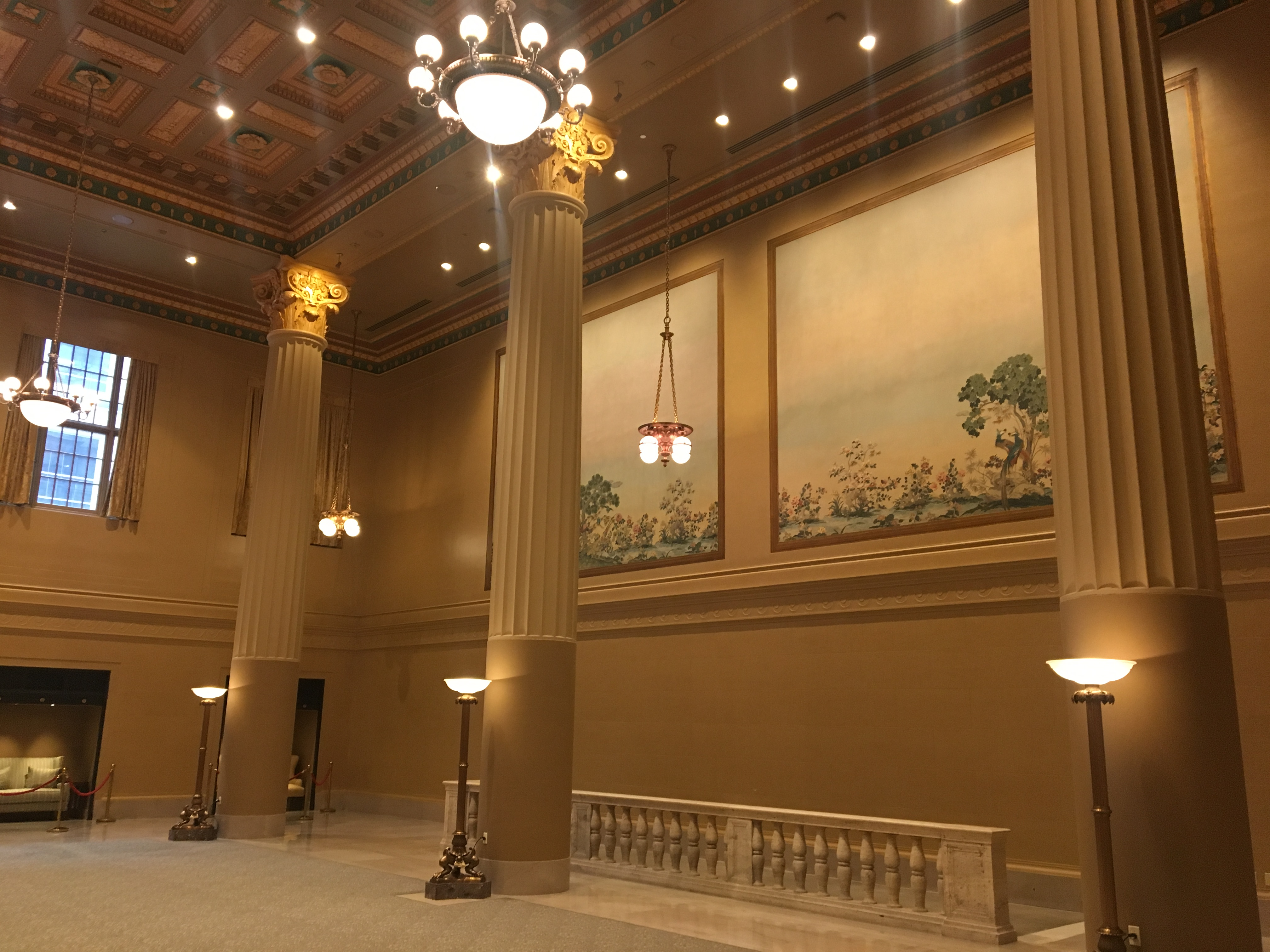
Parte de la sala Burlington restaurada

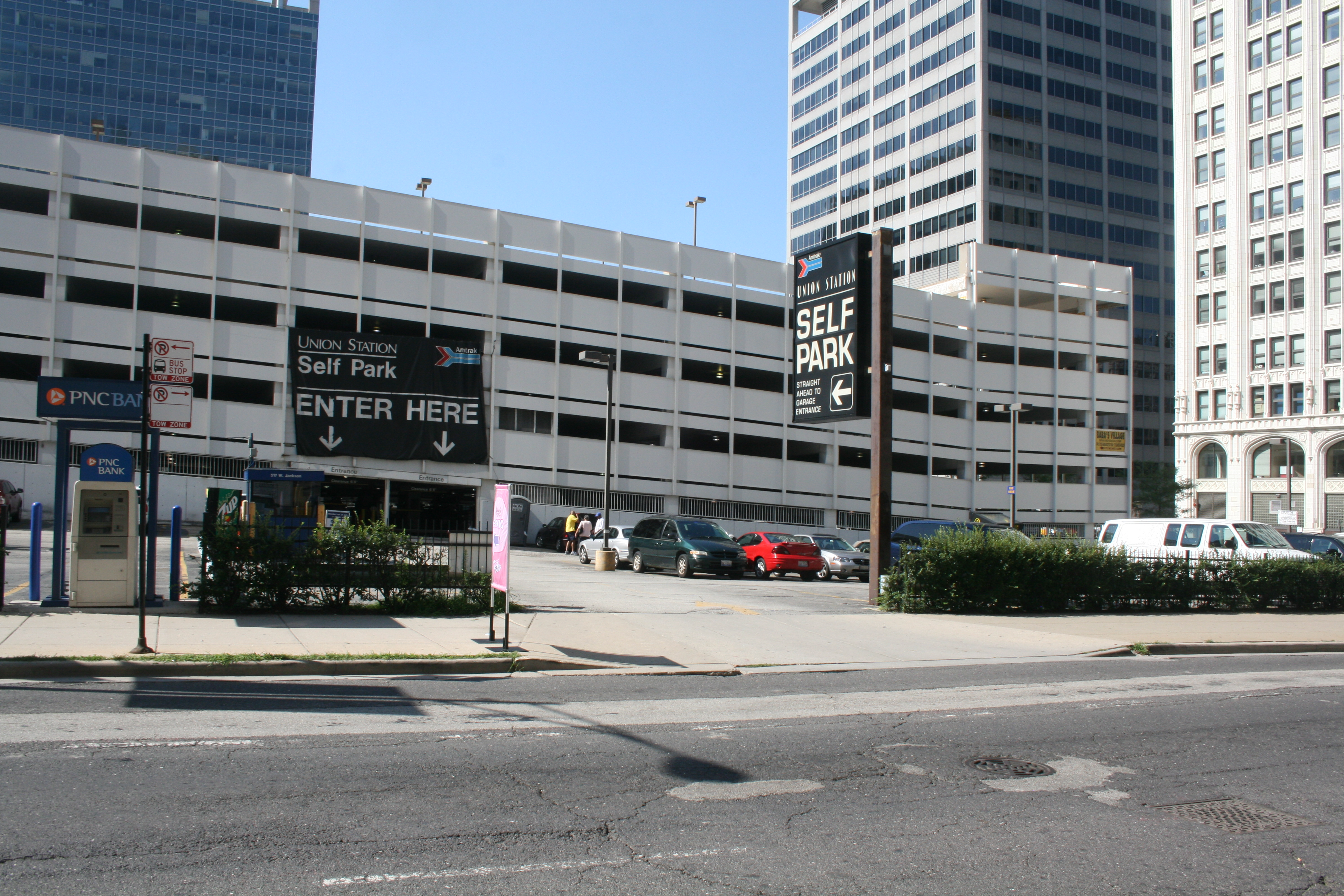
El estacionamiento de la estación en 2011; el lote en primer plano es ahora una estación de autobuses; el garaje cerró permanentemente en 2019.

En 2011, la ciudad celebró una reunión pública para discutir los objetivos de la estación, con el objetivo de acomodar el crecimiento esperado del 40 por ciento en pasajeros para 2040. Al año siguiente, las agencias de la ciudad se unieron para publicar un plan maestro para renovar y mejorar Union Station. Los objetivos a corto plazo eran mejorar las entradas a las estaciones y ampliar las salas de espera, así como mejorar los carriles para autobuses en las calles Clinton y Canal y crear una terminal de autobuses (terminada en 2016). Los objetivos para los próximos cinco a diez años incluían la ampliación de las plataformas de pasajeros, el uso de plataformas de correo no utilizadas (incluida una plataforma de paso extralarga) para trenes de pasajeros interurbanos, la adición de más vías y plataformas, la reorganización de las instalaciones para una mejor capacidad y flujo, el aumento de los espacios libres de altura de las vías, y la mejora de los accesos desde y hacia la estación. Las propuestas a largo plazo incluyen aumentar la capacidad y mejorar el ambiente de la estación al expandir o reemplazar significativamente las instalaciones de la estación en las cuadras 200 o 300 de South Canal Street. También se analizó agregar capacidad de vía y plataforma a lo largo de las calles Clinton o Canal.
En junio de 2015, Amtrak anunció que renovaría la estación, incluida la apertura de espacios cerrados durante mucho tiempo y el reemplazo de las desgastadas escaleras con mármol de la cantera original cerca de Roma. En 2016, se restauró el salón de mujeres, se le cambió el nombre a Burlington Room y se abrió para su uso como espacio para eventos. El espacio fue inicialmente un salón para mujeres y luego se convirtió en un almacén de Amtrak. Luego sufrió años de abandono y daños por agua, y finalmente se cerró. En noviembre de 2016, la sala fue renovada y reabierta. Un estudio de arquitectura quitó la plataforma de madera que dividía el espacio en dos pisos y eliminó un falso techo que desfiguraba el techo ornamentado original. El trabajo restauró las columnas y los candelabros de la sala, incluida la creación de varias réplicas de candelabros. La sala también tiene cuatro murales de bloques franceses de paisajes; tres de los cuatro fueron limpiados y conservados, mientras que el cuarto fue reproducido. Se agregaron un espejo y una barandilla originales en el extremo norte de la habitación. Se mejoró el espacio para eventos con luces que cambian de color y un sistema audiovisual.
En 2016, Amtrak realizó una competencia para renovaciones y desarrollo de Union Station. El ganador, Riverside Investment & Development Co., propuso múltiples cambios, que incluyen nuevas tiendas, un área de comidas y dos torres de 12 pisos. Los planes siguieron un plan no realizado de 2007 para la adición de una torre sobre Union Station.

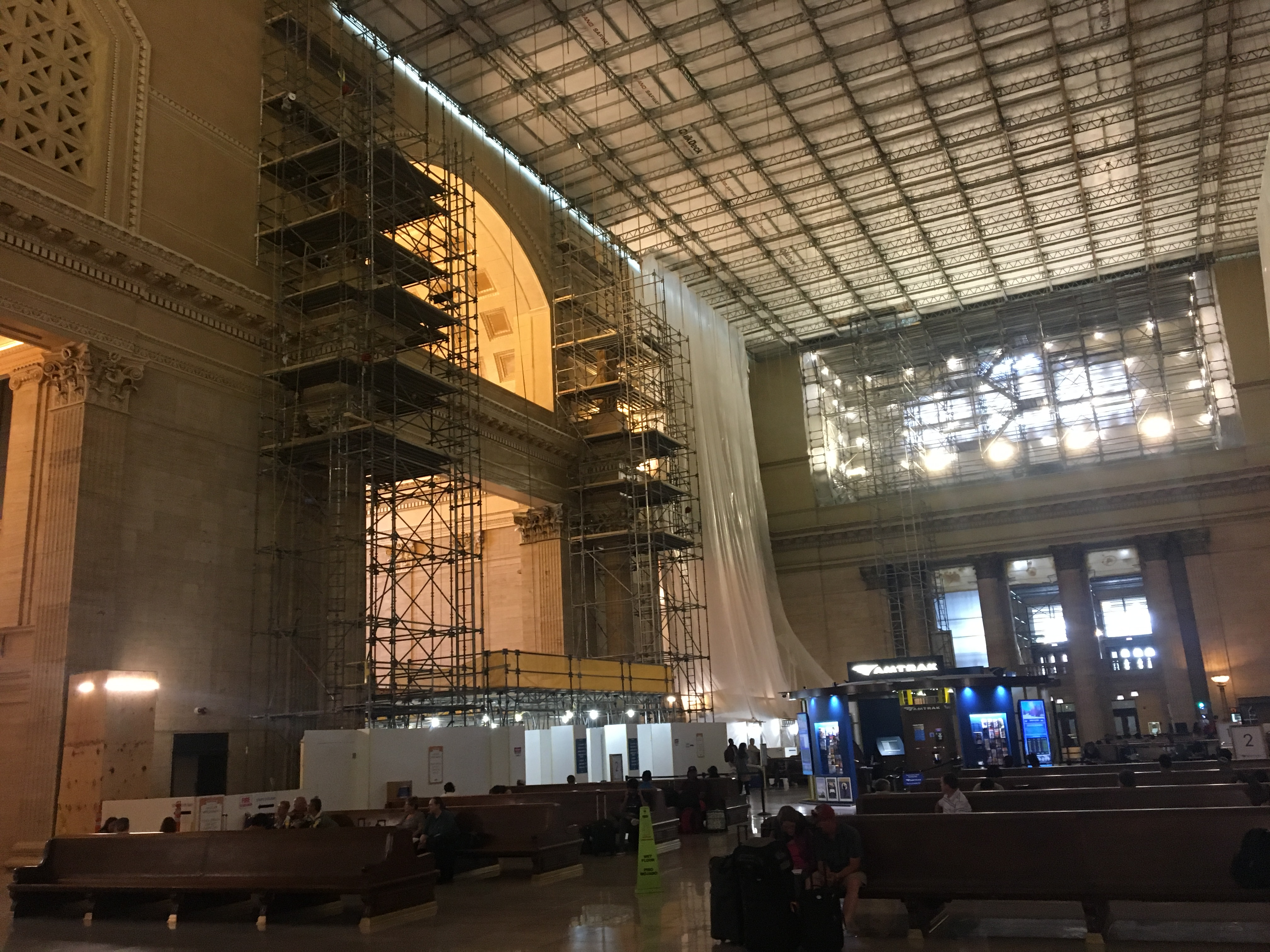
Renovaciones del Gran Salón en 2018

De 2018 a 2019, se completó una restauración de 22 millones de dólares del Gran Salón, incluida la restauración de los detalles originales y la reconstrucción de la gran claraboya, lo que aumentó la luz natural en un 50 a 60 por ciento. La claraboya, originalmente construida en la década de 1920, sufrió décadas de clima severo, lo que llevó a innumerables reparaciones de retazos, muchas de las cuales bloquearon la entrada de luz al Gran Comedor. La renovación de 2018 a 2019 restauró el tragaluz histórico a su apariencia original y agregó otro de vidrio encima. El nuevo tragaluz está mejor diseñado para evitar daños por agua y nieve, y aumenta la entrada de luz al Gran Comedor.
En 2018, Riverside Investment & Development Co. publicó un plan revisado que incluía una adición de siete pisos sobre Union Station, agregando 404 apartamentos al edificio. El diseño planificado fue creado por Solomon Cordwell Buenz, que se asemeja a la torre propuesta anteriormente por Burnham sobre la estación, diseñada para soportar el peso. La adición debía estar revestida de vidrio y bronce claro, diferenciada del diseño de la estación como se recomienda en su designación histórica. Los desarrolladores también planearon renovar los niveles superiores existentes de la sede principal de Union Station, agregando 330 habitaciones de hotel. La propuesta fue recibida con reacciones encontradas por conservacionistas y críticos de arquitectura, con Blair Kamin, el crítico del Chicago Tribune, llamándola "banal" y "pesada". Varios meses después, los desarrolladores anunciaron que cancelarían el plan para la adición de siete pisos, y en su lugar construirían solo un ático adicional, retranqueado para que no fuera visible desde la calle. El plan revisado mantuvo las habitaciones de hotel en los pisos superiores de la estación y agregó una torre de oficinas propuesta de 50 pisos que reemplaza el estacionamiento infrautilizado de la estación.
En 2018, Amtrak anunció planes para remodelar el antiguo espacio del restaurante Fred Harvey en un salón de comidas de varios niveles, utilizando fondos de la venta de su estacionamiento. Se instalaría una nueva entrada y marquesina en la calle Clinton, y nuevas ventanas reemplazarían las ventanas tapiadas. Está previsto que el salón de comidas abra en el verano de 2020.
En septiembre de 2019, el estacionamiento para 700 autos de Union Station cerró permanentemente para ser demolido. Su reemplazo será la Union Station Tower de 213 m y 139 355 m², cuya inauguración está prevista para 2022. El rascacielos incluirá un parque de 0,6 ha con 400 estacionamientos. La construcción no afectará la vía peatonal desde la terminal hasta el adyacente Union Station Transit Cente.
En marzo de 2020, el congresista Dan Lipinski presentó un proyecto de ley para cambiar el control operativo de la terminal de Amtrak a Metra. Lipinski señaló que Metra utiliza la estación mucho más que Amtrak y opera sus otras estaciones grandes de manera más efectiva que Amtrak opera Union Station. Los funcionarios de Amtrak amenazaron con detener el servicio a Union Station si se realiza el cambio, afirmando que sería imposible operar y serviría como un bloqueo para el servicio regional y nacional de Amtrak. El Congreso estuvo fuera de sesión durante la pandemia de COVID-19 y tenía como objetivo discutir el proyecto de ley de Lipinski una vez que se reanudaran las sesiones.
En un futuro cercano, el servicio Metra SouthWest se reubicará en la estación de la calle La Salle, el distrito de Metra Milwaukee y el servicio Metra North Central se reubicarán en Ogilvie Transportation Center, y los trenes de larga distancia de Amtrak se reubicarán en el área de patio de Norfolk Southern 47th Street, debido a cierre (se afectarán las vías impares 1-17) de esta estación, para el proceso de electrificación en 25kV AC.

## En la cultura popular

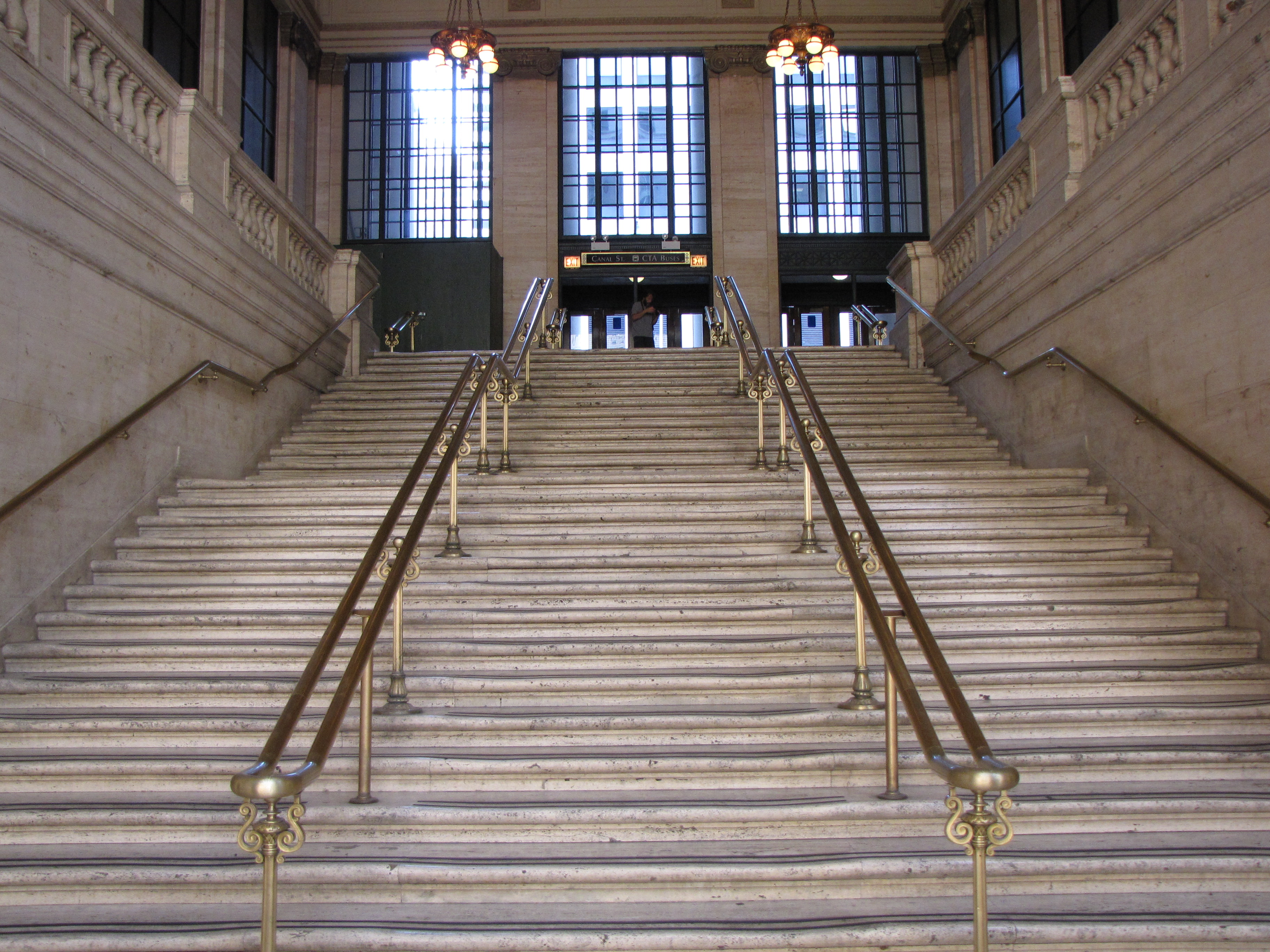
Una de las dos grandes escaleras, donde se filmaron escenas de películas como Los intocables.

Union Station se utiliza como lugar de rodaje en televisión y películas. Las películas en las que aparece la estación incluyen El golpe (1973), El expreso de Chicago (1976), On the Right Track (1981), Doctor Detroit (1983), The Untouchables (1987), La boda de mi mejor amigo (1997), Flags of Our Padres (2006), Enemigos públicos (2009) y El hombre de acero (2013). También apareció en la temporada 4, episodio 8 de la serie de televisión Fargo (2020), aunque se representó como Kansas City Union Station. Una exhibición de 2016 en Union Station mostró la estación y el uso de Chicago como lugar de rodaje en el cine estadounidense.